# Michele Valley
Michele Valley är en grekisk skådespelerska.

## Filmografi (i urval)
- (1990) – Singapore Sling
- (2000) - Mavro Gala
- (2001) - Alexandria
- (2002) - Thelma
- (2003) - Antistrofi Metrisi (TV-serie)
- (2010) - Dogtooth